# Natek
Natek je priimek več znanih Slovencev:
- Anton (-Franc) Natek (*1938), glasbenik, skladatelj, glasbeni oblikovalec (RTV)
- Jože Natek, pravnik, koroško-slovenski zgodovinar
- Jure Natek (*1982), rokometaš
- Karel Natek (*1952), geograf
- Matjaž Natek - Gec, (1933-2002), športni delavec in pedagog
- Milan Natek (1933-2024), geograf
- Srečko Natek, dekan Mednarodne fakultete za družbene in poslovne študije v Celju